# Studnice (Vysočina)
Studnice (in tedesco Studnitz) è un comune della Repubblica Ceca facente parte del distretto di Třebíč, nella regione di Vysočina.